# 石庸源
石 庸源（ソク・ヨンウォン、朝鮮語: 석용원、1930年 - 1994年1月26日）は、大韓民国の児童文学作家、詩人。本貫は忠州石氏。

## 生涯
日本統治時代の慶尚北道栄州生まれ。その後中学校と高等学校で教員を務め、鳥の友編集長、少年中央編集部長を経て崇義女子院幼児教育科教授を務めた。
そのほか、 韓国児童文学会副会長、韓国童謡同人会会長、韓国クリスチャン文学家協会会長を務めている。1991年には韓国児童文学人協会創立会員として共同代表を経て初代会長を務めた。 1992年、韓国文人協会果川市支部長を務めた。闘病の末胃癌により64歳で亡くなった。

## 活動
1955年、詩集『シュロ』を出版し、文壇に登場した。 同年、「鳥の友」に童詩『6月に乗って』を発表し、同時に詩作を始めた。著書として、童詩集『吹け銀の笛』、『山里の子供』、『ある小さな星の国』、『子供共和国』、『牧場の歌』の5冊を出版した。 その他詩集として『シュロ』など9冊を出版し、童話集と随筆集を多数残した。 その他、大学教材として『児童文学概説』と『幼児童話の口演教育』など数冊を出版した。 韓正東児童文学賞、キリスト教文化賞大賞、召天児童文学賞、詩文学賞を受賞した。